# Avima albidecorata
Avima albidecorata is een hooiwagen uit de familie Agoristenidae.